# Episodi di Crescere, che fatica! (sesta stagione)
La sesta stagione della serie televisiva Crescere, che fatica! è stata trasmessa in anteprima negli Stati Uniti d'America dalla ABC tra il 25 settembre 1998 e il 14 maggio 1999.
| nº | Titolo originale                           | Titolo italiano | Prima TV USA      | Prima TV Italia |
| -- | ------------------------------------------ | --------------- | ----------------- | --------------- |
| 1  | His Answer (Part 1)                        |                 | 25 settembre 1998 |                 |
| 2  | His Answer (Part 2)                        |                 | 2 ottobre 1998    |                 |
| 3  | Ain't College Great?                       |                 | 9 ottobre 1998    |                 |
| 4  | Friendly Persuasion                        |                 | 16 ottobre 1998   |                 |
| 5  | Better Than Average Cory                   |                 | 23 ottobre 1998   |                 |
| 6  | Hogs and Kisses                            |                 | 30 ottobre 1998   |                 |
| 7  | Everybody Loves Stuart                     |                 | 6 novembre 1998   |                 |
| 8  | You're Married, You're Dead                |                 | 13 novembre 1998  |                 |
| 9  | Poetic License: An Ode to Holden Caulfield |                 | 20 novembre 1998  |                 |
| 10 | And in Case I Don't See Ya                 |                 | 4 dicembre 1998   |                 |
| 11 | Santa's Little Helpers                     |                 | 11 dicembre 1998  |                 |
| 12 | Cutting the Cord                           |                 | 8 gennaio 1999    |                 |
| 13 | We'll Have a Good Time Then                |                 | 22 gennaio 1999   |                 |
| 14 | Getting Hitched                            |                 | 29 gennaio 1999   |                 |
| 15 | Road Trip                                  |                 | 5 febbraio 1999   |                 |
| 16 | My Baby Valentine                          |                 | 12 febbraio 1999  |                 |
| 17 | Resurrection                               |                 | 19 febbraio 1999  |                 |
| 18 | Can I Help to Cheer You?                   |                 | 12 marzo 1999     |                 |
| 19 | Bee True                                   |                 | 9 aprile 1999     |                 |
| 20 | The Truth About Honesty                    |                 | 30 aprile 1999    |                 |
| 21 | The Psychotic Episode                      |                 | 7 maggio 1999     |                 |
| 22 | State of the Unions                        |                 | 14 maggio 1999    |                 |